# Parachondrostoma toxostoma
Parachondrostoma toxostoma é uma espécie de peixe actinopterígeo da família Cyprinidae.
Pode ser encontrada nos seguintes países: França e Suíça.
Os seus habitats naturais são: rios e áreas de armazenamento de água.
Está ameaçada por perda de habitat.